# Ключ 27
| 厂                     | 厂             | 厂             |
| ---------------------- | -------------- | -------------- |
| 26                     | 27             | 28             |
| Піньінь:               | chǎng, hàn     | chǎng, hàn     |
| Чжуїнь:                | ㄏㄢˇ          | ㄏㄢˇ          |
| Вейд-Джайлз:           | ch'ang3, han4  | ch'ang3, han4  |
| Ютпхін:                | aa1, hon3      | aa1, hon3      |
| Он:                    |                |                |
| Кун:                   |                |                |
| Кандзі:                | 雁垂 gandare   | 雁垂 gandare   |
| Хун:                   | 굴바위 gulbawi | 굴바위 gulbawi |
| Им:                    | 한 han         | 한 han         |
| Індекс у Вікісловнику: | 厂             | 厂             |

Ключ 27 — ієрогліфічний ключ, що означає скеля і є одним із 23 (загалом існує 214) ключів Кансі, що складаються з двох рисок.
У Словнику Кансі 129 символів із 40 030 використовують цей ключ.

## Символи, що використовують ключ 27

Як писати ієрогліф.

| кількість рисок | ієрогліфи         |
| --------------- | ----------------- |
| без додаткових  | 厂                |
| 2 додаткові     | 厃 厄 厅 历       |
| 3 додаткові     | 厇 厈 厉          |
| 4 додаткові     | 厊 压 厌          |
| 5 додаткових    | 厍 厎 厏 厐 厑    |
| 6 додаткових    | 厒 厓 厔 厕       |
| 7 додаткових    | 厖 厗 厘 厙 厚 厛 |
| 8 додаткових    | 厜 厝 厞 原       |
| 9 додаткових    | 厠 厡 厢 厣 厩    |
| 10 додаткових   | 厤 厥 厦 厧 厨    |
| 11 додаткових   | 厪 厫             |
| 12 додаткових   | 厬 厭 厮 厯 厰    |
| 13 додаткових   | 厱 厲             |
| 17 додаткових   | 厴                |
| 28 додаткових   | 厵                |